# 甘露寺房長
甘露寺 房長（かんろじ ふさなが）は、室町時代前期の公家。権大納言・甘露寺兼長の次男。官位は正四位上・左大弁。

## 経歴
応永21年（1414年）に兄・清長が早逝したため、父・兼長の判断によって、甘露寺家の家督を継いだ。応永22年10月以前に昇殿、治部少輔を経て、同24年正月6日、正五位下、右衛門佐を経て、同年8月15日以前に左衛門佐となる。応永27年閏正月13日に右少弁、3月23日に五位蔵人に任じられ、翌応永28年12月21日に左少弁に転じた。
応永32年（1425年）正月30日に右中弁、6月7日に左中弁に昇進し、引き続き蔵人を兼ねて活躍する。ところが、同年11月13日、平野臨時祭の御禊にて、蔵人として役供を担当する予定であったところ、同日に行われる平野祭に担当の弁官として参向していたために御禊に遅刻し、装束を着したまま長時間待たされた称光天皇の怒りを買う。沈酔していたにもかかわらず、事情を説明する申状に酒を飲んでいないと述べてあったとして、天皇の怒りは増し、除籍・蔵人解任となる。天皇の怒りは半年程で解け始め、応永33年5月15日、従四位下に昇進、10月には参内も許された。応永34年正月5日、従四位上。
後花園天皇即位後の正長元年11月3日（1428年12月9日）、甥の忠長（清長男）と並んで蔵人頭に任じられ、同日、左大弁に進む。頭弁として奔走していたが、病を得て、永享2年（1430年）11月に出仕を止める。『看聞日記』同月19日条によれば癩病で、大嘗祭の辰日節会が行なわれたこの日、殿上間に着座した人々の前で転倒して縁から落ちてしまい、前年に仙洞御所で倒れたこともあり、これらのことを恥じて辞任したという。なお、『弁官補任』『職事補任』等には、永享2年2月に官職を止めたとあり、その背景として井原今朝男は、原因不明ながら、6代将軍・足利義教への讒言による一時的なものであったと推測している。
出仕を止めた後、房長は義教の許可を得て、忠長に甘露寺家の家督を譲り、自身と子等の扶持を頼んだ。その後、永享4年（1432年）6月23日に病没した。
甘露寺家の家督は、一旦、忠長に移ったが、永享6年（1434年）2月に忠長が義教の不興を買い、その命により、房長の嫡男・親長が家督を得ることとなった。

## 系譜
- 父：甘露寺兼長
- 母：日野時光娘
- 妻：不詳
  - 男子：甘露寺親長
  - 男子：良助 - 覚勝院の可能性有り
  - 女子：三条西公保室